# クラーク・ハル

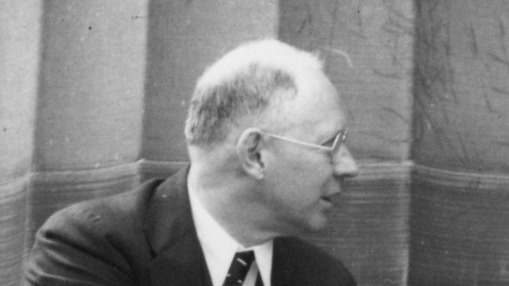
クラーク・ハル
1937年9月のアメリカ心理学会の会議にて

クラーク・レナード・ハル（英: Clark Leonard Hull、1884年5月24日 - 1952年5月10日）はアメリカの心理学者。ニューヨーク州アクロン出身。
学習心理学を専門とする。20世紀半ばにおいて最も影響力の大きかった心理学者の1人で、その立場は新行動主義心理学と呼ばれる。学習の理論を数学的に厳密化すること、また精神分析の諸概念を学習理論に統合することを目指し、後継者たちに託した。具体的な活動は、先に仮説を立て、実験による検証をする仮説演繹法を導入し、行動や学習の過程を数式で表す数量的体系化を行った。催眠研究にも業績を残している。天才的催眠療法家として知られるミルトン・エリクソンはウィスコンシン大学在職中のハルの教え子である。長くイェール大学教授を勤め、ジョン・ダラード、ニール・E・ミラーらイェール学派の学習理論家を育てた。
新行動主義心理学者は他にトールマン、ガスリー、スキナーがいる。